# Mugdab
Mugdab (ros. Мугдаб) – wieś w Rosji, w Dagestanie, w rejonie gunibskim. W 2010 liczyła 96 mieszkańców, głównie Awarów.